# Јосип Павлија
Јосип Павлија (Загреб 1893 — Загреб 1969) је био бициклиста у дисциплини друмска вожња. По занимању је био механичар.
Бициклизмом се почео бавити у Грацу (Аустроугарска), где је радио у фабрици мотора Пух. После Првог светског рата вратио се у Загреб и као члан ХКБ Сокол Загреб освојио је три бициклистичка првенства Југославије: 1919, 1920, 1921.. Био је веома добар на друмски возач, нарочито на дужим стазама.
Возио је велике друмске трке као Беч—Брно—Беч (300 км), Око глечера (351 км) и др.
На трци Беч—Грац—Беч (390 км) 1921. стигао је трећи иако је закаснио на старт 7 минута.
Погинуо је на бициклу у загребачком предграђу Кустошији.